# J̑
Cette page contient des caractères spéciaux ou non latins. S’ils s’affichent mal (▯, ?, etc.), consultez la page d’aide Unicode.
J̑ (minuscule : j̑), ou J brève inversée, est un graphème utilisé dans la romanisation du l'alphabet glagolitique. Il s'agit de la lettre J diacritée d'une brève inversée.

## Utilisation
Dans la romanisation du l'alphabet glagolitique, notamment utilisé par Josip Bratulić (en) dans Leksikon hrvatske glagoljice, publié en 1995, le J brève inversée translittère le djerv ‹ Ⰼ ›.

## Représentations informatiques
Le J brève inversée peut être représenté avec les caractères Unicode suivants :
- décomposé (latin de base, diacritiques) :

| formes    | représentations | chaînes de caractères | points de code | descriptions                                          |
| --------- | --------------- | --------------------- | -------------- | ----------------------------------------------------- |
| majuscule | J̑               | J◌̑                    | U+004A U+0311  | lettre majuscule latine j diacritique brève renversée |
| minuscule | j̑               | j◌̑                    | U+006A U+0311  | lettre minuscule latine j diacritique brève renversée |